# Gordes
Gordes – miejscowość i gmina we Francji, w regionie Prowansja-Alpy-Lazurowe Wybrzeże, w departamencie Vaucluse.
Według danych na rok 1990 gminę zamieszkiwało 2031 osób, a gęstość zaludnienia wynosiła 42 osoby/km² (wśród 963 gmin regionu Prowansja-Alpy-W. Lazurowe Gordes plasuje się na 268. miejscu pod względem liczby ludności, natomiast pod względem powierzchni na miejscu 153.).

## Współpraca
Miejscowość partnerska:
- Bornem, Belgia